# Oecobius piaxtla
Oecobius piaxtla är en spindelart som beskrevs av Shear 1970. Oecobius piaxtla ingår i släktet Oecobius och familjen Oecobiidae. Inga underarter finns listade i Catalogue of Life.